# 昆仑关
宾阳昆仑关位于中国广西南宁市东北方向59公里，宾阳县城西南方30.5公里，处宾阳、邕宁两县交界。地处柳州至南宁咽喉地带，昆仑山东侧。秦代尉屠睢征服岭南后筑关，唐朝元和十一年(公元816年)垒巨石为关，称作“南雄关”，宋代改名为“宾阳昆仑关”，以昆仑关战役而闻名。 242国道从此关口西侧穿越经过。

## 历史
唐元和十一年（公元816年）垒石建关，名曰“南雄关”。宋朝易名为“昆仑关”直至今天，关门上刻有“昆仑关”三个大字。
宋皇祐五年（1053年），狄青在昆仑关夜袭侬智高，这一带至今流传着“上元三鼓夺昆仑”的故事。
北宋神宗熙宁九年的宋越熙宁战争，越军李常杰率部围攻邕州。广南西路安抚史刘彝命广西都监张守节率3000援军从桂州南下救援。但张守节畏敌在昆仑关逡巡不前，被李常杰调集主力在昆仑关围歼，张守节被斩，其部众投降李朝。由此邕州基本失去获援的可能，成为孤城。在围城久攻不克的情况下，越军利用投降的张守节部会攻城特点，“囊土傅城”之法,将装满土的袋子不断堆积在城墙下,作为登城依托。邕州陷落，全城军民6万余人尽数被屠杀。

## 昆仑关战役
1926年，南柳公路经山下绕关而出，顺坡直下。宾阳昆仑关开始成为桂越国际交通线上之扼要关隘，它控制着宾邕公路，堪称“一夫当关，万夫莫敌”，是历代兵家必争之地。
1939年11月15日，日本军在北海湾龙门港登陆，攻占钦州、防城后，以一个师团又一个旅团的兵力于24日沿邕钦公路北犯侵占南宁，12月4日进占宾阳昆仑关。桂南會戰打响。国民政府调集四个战区五个集团军的兵力参加桂南会战，以确保桂越国际交通线的安全。
第三十八集团军第五军奉命主攻宾阳昆仑关，桂軍負責助攻。12月18日凌晨战斗开始打响，12月30日第五军第三次攻克昆仑关，歼敌板垣征四郎精锐第21旅团5000余人，21旅团班长以上的军官死亡达85%以上，敌少将旅团长中村正雄被击毙。这就是桂南會戰第二阶段的核心战役昆仑关战役。